# Електрогравиметрија
Електрогравиметрија је метода квантитативног одређивања супстанце заснована на мерењу масе електролизом издвојеног продукта. То је специфична гравиметријска анализа, у којој се као таложни реагенс употребљава електрична струја тј. електрон.

## Начин рада
Електролиза се примењује дуже од једног века за гравиметријско одређивање метала. У већини случајева метал се таложи на измерену платинску катоду а затим се одређује увећање њене масе. Изузетак су таложења олова на платинској аноди, у облику олпво(II)-оксида и  сребро-хлорида на електроди од сребра.
Постоје две врсте електрогравиметријских поступака. Код једне врсте се контролише потенцијал радне електроде, а, прикључени напон ћелије одржава се углавном константним тако да ствара довољно велику струју потребну за завршетак електролизе у оптималном времену. Друга врста је потенциостатски поступак , који   се још назива Поступак при константном потенцијалу катоде или аноде, у зависности од тога да ли је радна електрода катода или анода при чему је радна електрода она електрода на којој се одвија аналитичка реакција.

## Електроде
Електрогравиметријска одређивања врше се у највећем броју случајева на платинским електродама предвиђеним за тзв.брзу или спору електролизу, већ према томе да ли се раствор меша или не меша. Најчешће коришћени типови су Винклерова(спора електролиза), Фишерова и Сандова (брза електролиза) .

## Техника рада
Код ове методе електолиза тече до потпуне редукције или оксидације анализиране врсте у производ познатог састава. При електрогравиметријским одређивањима настали производ (метал или оксид метала), који је издвојен на радној електроди, након испирања и сушења  се мери. На основу његовог (познатог) хемијског састава, из разлике у масама се израчунава садржај одређиване врсте у узорку.
Приликом електрогравиметријских одређивања на радну електроду се поставља потенцијал који омогућава издвајање јонске врсте до најмање 10-6 mol/dm3.
Поред квантитативног издвајања, талог мора бити у таквом облику да се без губитка може испрати, сушити и мерити.